# تپه دیباک داشی
تپه دیباک داشی مربوط به دوران‌های تاریخی پس از اسلام است و در شهرستان بوئین‌زهرا، روستای اسماعیل‌آباد واقع شده و این اثر در تاریخ ۱۹ اسفند ۱۳۸۰ با شمارهٔ ثبت ۴۹۱۶ به‌عنوان یکی از آثار ملی ایران به ثبت رسیده است.